# Catedral de Lyon
A Catedral de Lyon, Catedral de Lião ou Primacial Saint-Jean-Baptiste et Saint-Etienne, também chamada, mais simplesmente, de Catedral de Saint-Jean (em francês: Primatiale Saint-Jean de Lyon) é a sede episcopal da Arquidiocese de Lyon. Ela tem a classificação de uma catedral e de primacial: o arcebispo de Lyon a título de Primaz das Gálias; o titular, desde 2002, é o arcebispo Philippe Barbarin.
Ela está localizada no quinto arrondissement de Lyon, no coração do bairro medieval e renascentista de Vieux Lyon, onde ela é um dos elementos marcantes. Na Idade Média, era parte de um complexo de igrejas e outros edifícios religiosos, o grupo catedral, que incluía as igrejas de Saint-Étienne e Sainte-Croix, destruídas na Revolução, bem como a atual escola de coro.

## História
Originalmente, a igreja foi consagrada sob o patrocínio de Santo Estêvão, enquanto que o seu batistério foi consagrado a São João Batista, mas, como é frequente, o patrocínio do batistério foi em seguida aplicado à designação atual. A primeira catedral, cuja existência é atestada, e que as fontes da época se contentam a chamar maxima ecclesia, isto é, a "grande igreja", foi construía por Patient. A segunda, maior e datada do século IX, é trabalho de Leidrade.

### Antes do atual edifício
O nome de "catedral", , isto é, a igreja do bispo, começa a ser dado no século X. Antes, se a igreja de uma diocese possuía uma preeminência particular, os termos utilizados eram então "domus divina" ou "maxima ecclesia". Este é o caso de Lyon, que é uma das primeiras cidades da Gália equipadas com um edifício desses, com Tréveris, Tours, Auxerre ou Clermont.

### A construção de Patient
A primeira « maxima ecclesia » foi construída em 469 por Patient ou Patiens, bispo de Lyon entre 449 e 494, que renova a igreja vizinha de Saint-Étienne; ao que parece, do testemunho de Sidônio Apolinário, ela já foi dedicada a São João Batista, enquanto o seu batistério foi dedicado a santo Estêvão. A « maxima ecclesia » é descrita assim : "L’édifice élevé brille, et il n'est déporté ni sur la gauche ni sur la droite, mais par le sommet de sa façade, il regarde le Levant au moment de l'équinoxe. [...] Au bâtiment est joint un triple portique, fier de ses colonnes en marbre d'Aquitaine. À son imitation, un second portique ferme l'atrium, et l'espace central est enveloppé d'une forêt de pierre par ses colonnes éloignées. [...] D'un côté, c'est le bruit de la route, de l'autre, c'est la Saône qui fait écho..." ("O edifício elevado brilha, e não é deportado nem à esquerda e nem à direita, mas da parte superior de sua fachada, parece o Levante no momento do equinócio. [...] O edifício está anexado a um pórtico triplo, orgulhoso de suas colunas de mármore da Aquitânia. Em sua imitação, um segundo pórtico fecha o átrio, e o espaço central é envolvido por uma floresta de pedra por suas colunas remotas. [...] De um lado está o ruído da estrada, do outro, é o Saône que faz eco...")
Esta igreja foi destruída ou pelo menos severamente danificada pelas invasões sarracenas entre 725 e 737.

### A igreja de Leidrade
Uma nova igreja foi construída por Leidrade, último bispo de Lyon no início do IX O novo bispo da Baviera é chamado especificamente por Carlos Magno para restaurar uma Igreja dormente, que se diz, numa carta dirigida ao imperador : " esta Igreja foi encontrado para ser pobre, em muitos aspectos, tanto espiritual como materialmente, em suas festas, seus edifícios e todas as outras responsabilidades do seu clero, ". Leidrade aborda dois projetos que considera prioritários : primeiro, na linhagem do quinto concílio de Aix-la-Chapelle (817) lidar com determinados aspectos da vida do religioso, a formação do clero da catedral ; por outro lado, a restauração ou reconstrução de edifícios religiosos. Como prioridade, é necessário reconstruir a "maxima ecclesia". Uma das ações que o bispo leva, é particularmente eloquente no estado de adoração em Lyon, antes de sua chegada : é a construção de uma paliçada ("maceria") em torno da igreja, de modo que os animais não penetram. Leidrade diz : "maximam ecclesiam que est in honorem sanctis Johannis Baptistea novo operuerim et maceria ex parte erexerim".

### A atual catedral
O edifício atual é um projeto de longo prazo, realizado na sua concepção por três arcebispos sucessivos no momento onde a arquitetura ocidental bascula do românico ao gótico: Guichard de Pontigny planeja e inicia a construção de uma igreja românica, Jean-Belles-maines começa a transformação do edifício em uma obra gótica, cujas molas técnicas ainda não estão totalmente dominadas, finalmente, Renaud de Forez transforma o projeto através do desenvolvimento de conhecimento, para dar a catedral sua aparência atual. O edifício abrange três séculos, de 1175 a 1480. O local restrito, entre colina e rio, assim como as lutas políticas entre os diferentes poderes ditando Lyon na Idade Média Central, impediram a catedral de dispor de um terreno tão vasto e tão favorável como seus designers teriam gostado. Além disso, a ausência da especialização dos construtores de catedrais da Bacia Parisiense é uma das causas do tamanho relativamente modesto e de ornamentação de Saint-Jean.
Fortemente danificada pelas guerras de religião em 1562, seguida pela Revolução Francesa e o cerco de Lyon em 1793, a primacial foi restaurada no século XIX. Os primeiros trabalhos são bastante modestos e fortemente imbuídos de classicismo; mas essa política mudou vigorosamente com a chegada de um novo arquiteto, Tony Desjardins, que dá um impulso inédito para a restauração. De seu ponto de vista, não só o trabalho deve dar à igreja sua aparência medieval, mas esta é a sublimar a São João uma catedral ideal refletindo o espírito gótico do século XIII.
A catedral é classificada monumento histórico desde 1862. Além dessa proteção, ela é integrada desde 12 de maio de 1964 como primeiro sector salvaguardado da França. Finalmente, em 5 de dezembro de 1998, ela foi reconhecida Patrimônio Mundial ao título de sua localização no sítio histórico de Lyon.
Local de culto e oração, a catedral é a primeira igreja da Arquidiocese de Lyon, mas também uma das igrejas paroquiais de Vieux Lyon. Ela permaneceu por séculos o lugar por excelência da expressão lionês do rito, um dos ritos da Igreja Católica, particularmente por causa do compromisso do capítulo da cânones nesta forma litúrgica. Esta característica local é especialmente a primacial ter sido a última catedral francesa a se dotar de um órgão (1841), e em parte explica a sua modéstia.
É também um local turístico muito apreciado, por sua localização, para eventos particulares que lá são organizados, especialmente durante o Festival das Luzes, mas também pelo relógio astronômico do século XIV.